# Villapiana
Villapiana är en ort och kommun i provinsen Cosenza i regionen Kalabrien i Italien. Kommunen hade 5 441 invånare (2018).